# Friesacher Pfennig

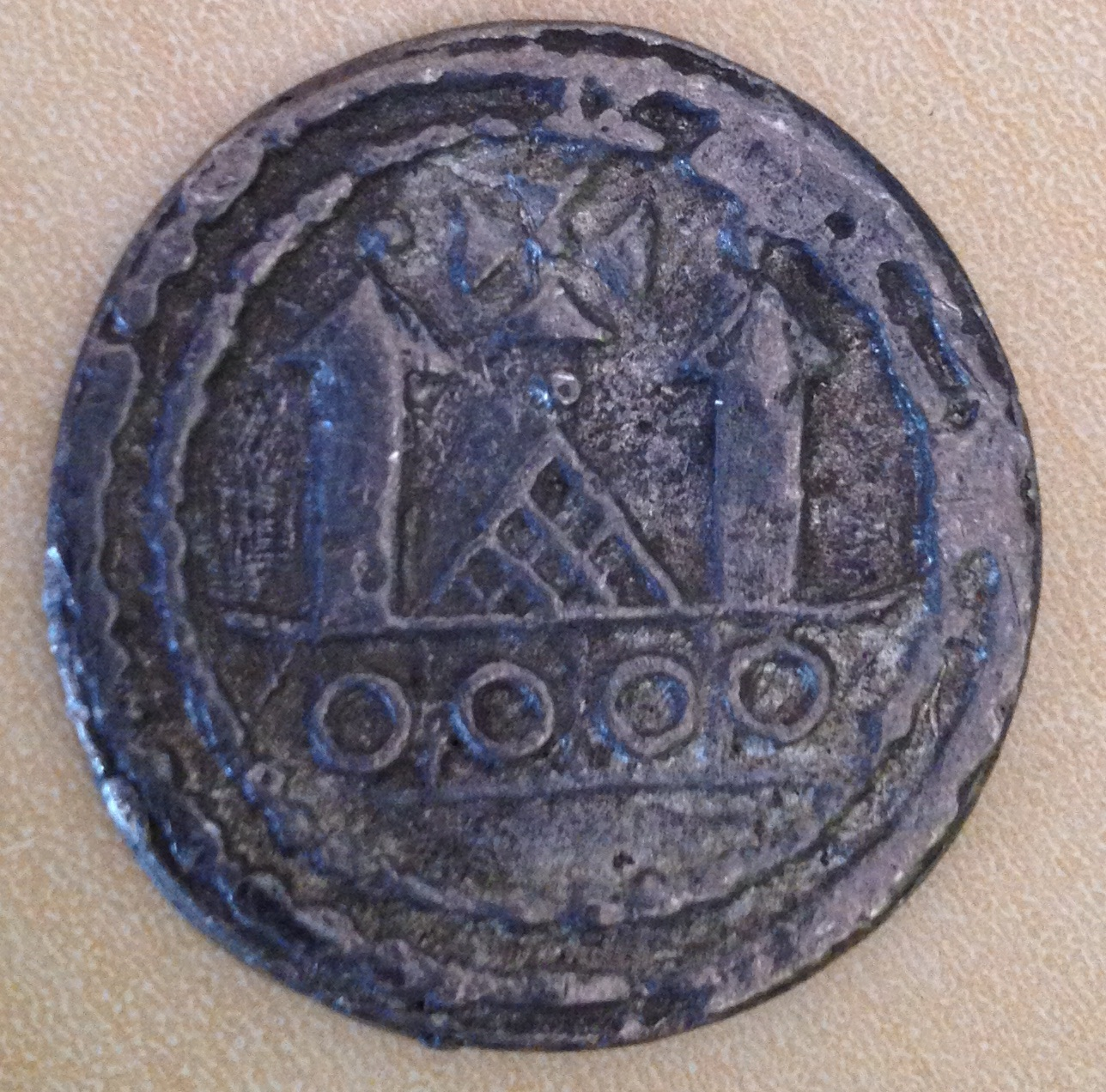
Friesacher Pfennig, Rückseite

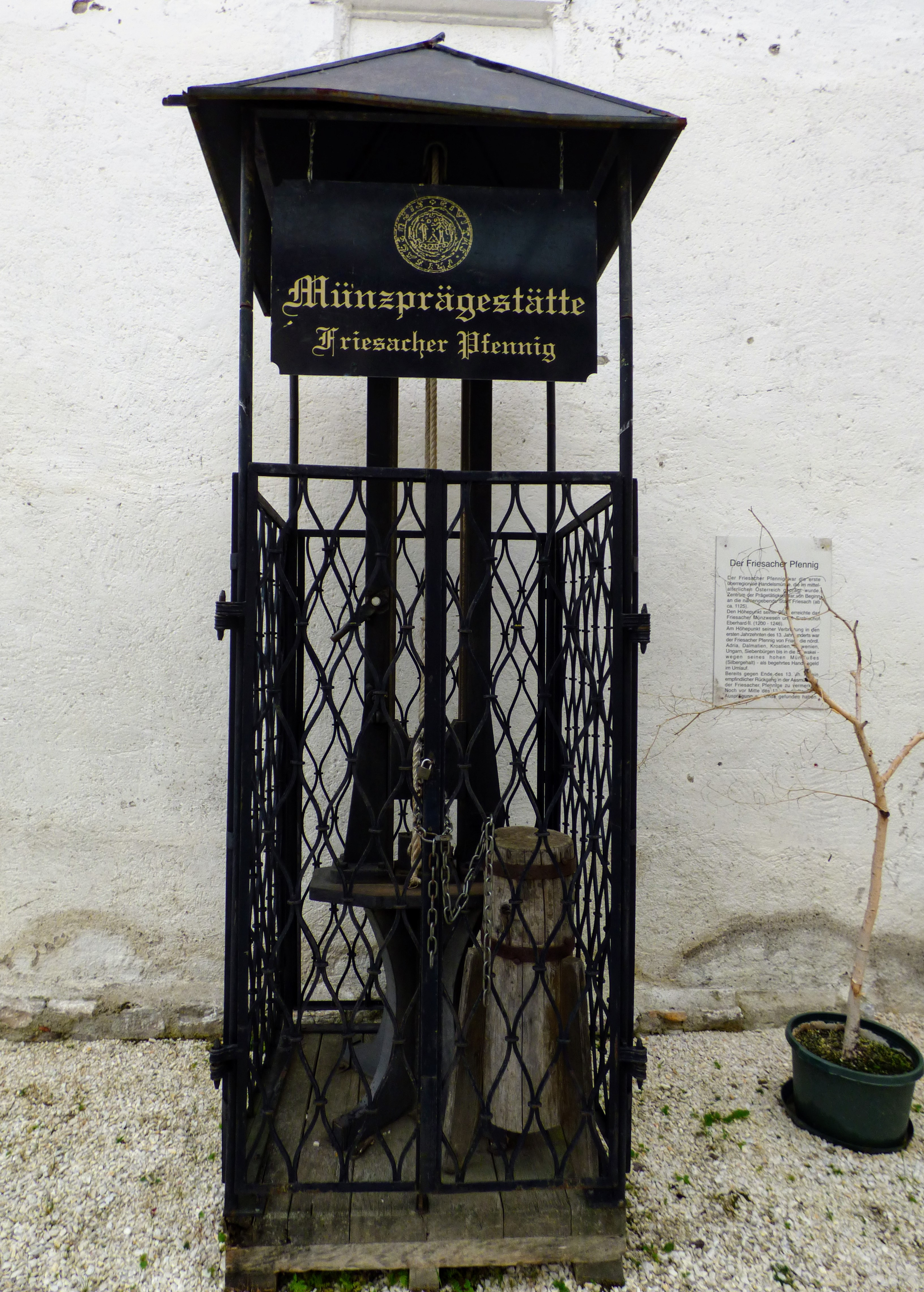
Münzprägestätte, Fürstenhof Friesach

Der Friesacher Pfennig war im Mittelalter – nachweislich ab etwa 1166, wahrscheinlich aber schon um 1125/30 – eines der bedeutendsten Zahlungsmittel im Gebiet des heutigen Österreichs.
Die Silbermünzen sind nach der Stadt Friesach in Kärnten benannt, wo die Erzbischöfe von Salzburg (wahrscheinlich in der Zeit des Erzbischofs Konrad I., der von 1106 bis 1147 regierte) in der Nähe eines dort befindlichen Silberbergwerks eine Prägestätte einrichteten. In der zweiten Hälfte des 12. Jahrhunderts war auf der Vorderseite der Münze häufig der Erzbischof und auf der Rückseite zwei Kirchturmspitzen abgebildet. Der Friesacher Pfennig erreichte in der ersten Hälfte des 13. Jahrhunderts unter Eberhard von Regensberg den Höhepunkt seiner wirtschaftlichen Bedeutung, mit ihm wurde noch bis Mitte des 14. Jahrhunderts gehandelt.
Funde belegen, dass der Friesacher Pfennig auch im nördlichen Balkan eine beliebte Handelsmünze war. Sie wurde mehrfach imitiert, das bekannteste Plagiat ist die „Agleier“ oder „Aglaier“ genannte Münze, die durch die Herren von Aquileia und später auch durch die Grafen von Görz sowie die Herzöge von Kärnten geprägt wurde. Die Konkurrenz dieser Zahlungsmittel sowie Silbermangel und der Einfluss der Habsburger in Kärnten ab 1335 führten schließlich zur Schließung der Friesacher Münzprägestätte.